# Julia Robinson
Julia Hall Bowman Robinson (St. Louis, 8 de dezembro de 1919 — Oakland, 30 de julho de 1985) foi uma matemática norte-americana conhecida por seu trabalho em problemas de decisão e problemas de Hilbert.

## Infância e educação
Robinson nasceu em St. Louis, Missouri, filha de Ralph Bowers Bowman e Helen (Hall) Bowman. Sua irmã mais velha era Constance Reid, uma biógrafa que popularizou a matemática. A família se mudou para o Arizona e depois para San Diego onde as garotas cresceram.  Julia estudou na San Diego High.
Ela entrou na San Diego State University em 1936 e concluiu seu último ano em University of California, Berkeley, em 1939, recebendo seu BA em 1940 e, ainda assim, continuou estudando.  Ela conquistou seu Ph.D. em 1948, sendo orientada por Alfred Tarski, e sua dissertação foi baseada em “A Decidibilidade e Problemas de Decisão na Aritmética".

## Carreira na matemática
Em 1975, ela se tornou uma educadora na Universidade de Berkeley, na Califórnia, trabalhando apenas meio expediente, pois ainda não se sentia forte o suficiente para trabalhar um período inteiro.

### O décimo problema de Hilbert
O décimo problema de Hilbert pede um algoritmo para determinar as raízes inteiras de uma equação polinomial. Uma série de resultados desenvolvidos de 1940 até 1970 por Robinson, Martin Davis, Hilary Putnam e Yuri Matiyasevich resolveu este problema de forma negativa, isto é, eles mostraram que nenhum tal algoritmo pode existir.
George Csicsery produziu e dirigiu um documentário de 1 hora de duração sobre Robinson chamado Julia Robinson e o Décimo Problema de Hilbert, que estreou no “Joint Mathematics Meeting” (Reunião de Matemática Conjunta), dia 7 de Janeiro de 2008, em San Diego. Notices of the American Mathematical Society e College Mathematics Journal publicaram uma revisão do filme e uma entrevista com o diretor.
College Mathematics Journal também publicaram um filme sobre o assunto.

### Outro trabalho de decidibilidade
A tese do PhD dela foi baseada em “A Decidibilidade e Problemas de Decisão na Aritmética". Nela, Julia mostrou que a teoria dos números racionais era indecidível, mostrando que a teoria elementar dos números poderia ser definida em termos dos racionais, e teoria dos números elementar já foi conhecido por ser indecidível (este é o Primeiro Teorema da Incompletude de Gödel).

### Outros trabalhos matemáticos
Os trabalhos de Robinson apenas desviaram dos problemas de decisão duas vezes. A primeira foi seu primeiro trabalho, publicado em 1948, tendo como base a análise sequencial na Estatística. O segundo trabalho foi em 1951, na Teoria dos Jogos, quando ela provou que a dinâmica de jogos fictícios converge para o equilíbrio misto de Nash em estratégia para dois jogadores soma zero jogos. Este último deu a ela um prêmio de 200 dólares no RAND, mas ela não recebeu o prêmio porque trabalhava no RAND na época.

## Trabalho político
Robinson foi atraída pela política em 1952, com a campanha presidencial de Adlai Stevenson. (Stevenson era primo de seu marido, mas foram suas ideias que atraíram-na e não a conexão da família). Em 1950, Robinson era ativa em atividades locais do Partido Democrata, e fez menos matemática. Enfiou envelopes, tocou campainhas, pediu votos, e assim por diante. Ela era gerente de campanha “Contra Costa County” de Alan Cranston, quando ele concorreu ao seu primeiro cargo político, como controlador do estado.

## Vida pessoal
O coração de Julia Robinson foi prejudicado pela febre reumática que teve quando criança, e como adulta, ela ainda sofreu problemas de saúde e falta de ar. Ela casou-se com o também professor de Berkeley, Raphael Robinson, em 1941. Em 1961, ela se submeteu a uma operação para remover o tecido da cicatriz de sua válvula mitral. A operação foi um sucesso, ela tornou-se muito mais ativa fisicamente e passou a andar de bicicleta para se exercitar. Em 1984, ela foi diagnosticada com leucemia. Ela foi submetida a tratamento e entrou em remissão por alguns meses, mas depois a doença reapareceu e ela morreu em Oakland, Califórnia, em 30 de julho de 1985.

## Menções Honrosas
- Membro da United States National Academy of Sciences eleita em 1975 (primeira mulher eleita).
- Membro da MacArthur Fellowship escolhida em 1983.
- Presidente da American Mathematical Society entre 1983 e 1984 (primeira presidente mulher)
- O Julia Robinson Mathematics Festival patrocinado pelo Mathematical Sciences Research Institute, 2007 - até agora, foi em sua homenagem.

## Publicações
- Robinson, Julia (1996). The collected works of Julia Robinson. Col: Collected Works. 6. Providence, R.I.: American Mathematical Society. ISBN 978-0-8218-0575-6. MR 1411448